# Церковь Сен-Амбруаз
Церковь Сен-Амбруаз (церковь Святого Амвросия в Париже; фр. Église Saint-Ambroise de Paris) — действующая католическая церковь, которая находится в 11-м округе Парижа и названная в честь святого Амбруаза (Амвросия Медиоланского). Церковь дала название всему кварталу Сен-Амбруаз (фр. Saint-Ambroise) и одноименной станции метро.

## История
Первая церковь на этом месте была построена в 1659 году монахинями ордена Благовещения Пресвятой Богородицы, на улице Попенкур (фр. Popincourt) в 1636—1659 годах.
В 1781 году на месте монастыря были проложены две улицы: Сен-Амбруаз (фр. Saint-Ambroise) и Богарне (фр. Beauharnais).
Первый храм был разрушен во время реконструкции бульвара Вольтера (фр. Voltaire), на его месте обустроена площадь Сен-Амбруаз (фр. Saint-Ambroise).
Вторая жизнь храма началась 24 января 1863 года. Строительство нового храма по проекту архитектора Теодора Баллю велось в 1863—1868 годах.
Первое богослужение состоялось 21 марта 1869 года.
Церковь признана памятником архитектуры правительством Франции 2 июня 1978 года и ныне находится под охраной государства.

## Галерея
- Алтарь и центральный неф церкви
- Боковой неф.
- Трансепт.